# STS地震計
STS地震計（エスティーエスじしんけい）とは広帯域地震計のひとつ。

## 概要
STS地震計はWielandtらによって1980年代に開発され、スイスのストレッカイゼン社より売り出された。当初モデルのSTS-1型は、固有周期360秒で、非常に長い周期の地震波の観測を可能にするものであった。また、10万倍のダイナミックレンジを持ち、微小地震から巨大地震までの観測を可能にする、画期的な地震計であった。板状のばねを用いたサーボ型地震計であり、固有周期の長周期化と安定性の確保のために様々な工夫がなされている。
360秒の固有周期を持つSTS-1型地震計は、その後20年以上にわたり、最も長周期の地震波を観測できる地震計として評価される一方で、気温や気圧が安定した地下坑道などに設置し定期的に保守をしなければ本来の性能が発揮できないなど、取り扱いの難しさがあった。また、その製造には高い技術を持つ職人が必要であり、量産に向かず、価格も高いという難点があった。そこで、より扱いやすく廉価なSTS-2型地震計が開発された。STS-2型地震計では、固有周期が120秒に変更されている。また、STS-2型地震計は、一部改良が施され、STS-2.5型として普及している。

## 普及
性能の高さから世界的に普及が進んだ。たとえば、米国大学共同地震研究機関（IRIS:The Incorporated Research Institutions for Seismology）の枠組みにより、STS-1型地震計が世界中に設置されている。日本では、防災科学技術研究所の広帯域地震観測網（F-net）で導入されているほか、大学でも導入されている。
STS地震計の普及により、地球自由振動をはじめとする超長周期地震動の観測が進んだ。また、数千km以上離れた場所で発生した地震の波を用いた遠地震源過程解析という地震の解析手法が一般化し、地震メカニズムの研究が飛躍的に進展した。
近年では、イギリスのギャラップ・システムズ社が製造するCMG地震計など、STS地震計以外にもいくつかの広帯域地震計が普及している。しかし2000年以降もなお、STS-1型地震計は広帯域地震計の代表と見なされており、他の地震計の性能を検定するためにも使われることがある。一方で、STS地震計は筐体がやや大きいことから、細い縦孔（ボアホール）に設置するには適さず、ストレッカイゼン社以外の企業からは、ボアホール設置を可能とする地震計がいくつか提案されている。